# Majdi Halabi
Majdi Halabi (Arabisch: مجدي حلبي Hebreeuws: מג'די חלבי) (geboren in 1985), ook wel als Majdy Halabi of Majdi Halaby geschreven, is een Druzisch-Israëlisch soldaat uit het Israëlische dorp Daliyat al-Karmel, gelegen aan de hellingen van het Karmelgebergte, die tijdens zijn dienst verdween in Haifa in mei 2005.
Halabi verdween op 24 mei 2005 op 19-jarige leeftijd toen hij aan het liften was van zijn dorp naar zijn Ordnance Corps basis nabij Tirat Carmel. Toen hij verdween had hij al vijf maanden gediend in het Israëlische defensieleger. In eerste instantie ging het leger ervan uit dat hij gewoon absent was, zijn familie kwam er pas achter dat hij vermist werd toen zijn commandant bij hem thuis kwam vragen naar de waar hun zoon uithing. De dagen daarop deden meer dan honderd vrijwilligers mee aan een zoekactie in het Karmelgebergte. Halani werd op zes juni formeel als vermist aangegeven.
Vergeleken met Gilad Shalit, kreeg Halabi's verdwijning minder aandacht in de Israëlische media. Volgens een artikel in de Israel Today was zijn verdwijning zo goed als vergeten. Om wederom aandacht te schenken aan zijn verdwijning organiseerden Halabi's familie en inwoners van de Karmel een bijeenkomst om mensen wederom bewust te maken van zijn verdwijning. Hierop loofde de Born to Freedom Foundation een beloning van 10 miljoen dollar uit voor de informatie die zou leiden tot Halabi. In een interview in 2007 met de Jerusalem Post gaf Halabi's oom Samih Halabi (een gepensioneerde IDF kolonel en voorzitter van de campagne om de vermiste soldaat Majdi Halabi te vinden) aan dat hij gelooft dat Halabi ontvoerd is door een islamitische terreurorganisatie en ergens in Syrië, Libanon of mogelijk Nablus of Jenin vastgehouden werd. Op 2 juli 2009 kreeg Halabi's familie in een telefoongesprek van een gevangene in de Damon-gevangenis te horen dat hun zoon ergens rondom Nablus vastgehouden werd. De politie hield vol dat de gevangene geen waardevolle informatie kon hebben over Halabi, maar zijn familie betwistte dit. Tot op de dag van vandaag heeft geen enkele groep de verantwoordelijkheid opgeëist voor zijn ontvoering.
In april 2012 kwam het bericht naar buiten dat twee gevangenen, in ruil voor vrijlating en een paar honderd sjekel informatie hadden gegeven over de plek waar Halabi's lichaam zich zou bevinden. Op 10 oktober 2012 werd het lichaam gevonden in een bos bij het Druzische dorp Isfiya. Het lichaam werd gevonden door een jeugdvriend van Halabi tijdens opruimwerkzaamheden als gevolg van de bosbrand op de Karmelberg in december 2010.